# That's What I Like
"That's What I Like" is een nummer van de Amerikaanse singer-songwriter Bruno Mars van zijn derde studioalbum 24K Magic (2016). Het lied is geschreven door Mars, Philip Lawrence, Christopher Brody Brown, James Fauntleroy, Johnathan Yip, Ray Romulus, Jeremy Reeves en Ray McCullough II. De voormalige drie produceerden het nummer onder de naam Shampoo Press & Curl, terwijl de laatste vier, als The Stereotypes, het coproduceerden. Atlantic Records bracht het nummer op 30 januari 2017 uit op Hot AC radio in de Verenigde Staten, als de tweede single van het album. Het nummer is een hiphop-soul-, nieuwe jack swing-, r&b- en funk-nummer. De songtekst gaat over extravagantie, een luxueuze levensstijl en liefde.
"That What I Like" ontving gemengde beoordelingen van muziekcritici, van wie sommigen het nummer als een van de beste op 24K Magic beschouwden, terwijl anderen de lyrische inhoud ervan bekritiseerden. Het nummer was een commercieel succes in de VS, waar het piekte op nummer één in de Billboard Hot 100; het bereikte nummer drie in Canada en nummer vier in Nieuw-Zeeland. Het nummer kreeg zeven keer platina door de Recording Industry Association of America (RIAA) en vier keer platina door Music Canada (MC). Het nummer bereikte ook de top tien in Australië, België en Portugal. Het nummer was 's werelds vierde best verkochte digitale single van 2017.

## Achtergrond en ontwikkeling
In september 2014 tweette Mars: "Nu is het tijd om hoofdstuk 3 te schrijven", erop wijzend dat hij aan nieuwe muziek werkte. Na de release van de succesvolle single "Uptown Funk" (2014) van Mark Ronson en Mars, ging de zanger naar de studio om meer nummers op te nemen, en zei dat hij geen plannen had om een nieuw album uit te brengen "totdat het klaar is". Het nummer was gepland in maart 2016, maar het optreden van Mars op de Super Bowl-rusttijd stelde het enkele maanden uit. Destijds waren er al zeven nummers opgenomen.

## Videoclip

### Achtergrond en concept
Op 1 maart 2017 kondigde Mars op zijn Twitter-account aan dat hij de bijbehorende videoclip had gefilmd voor "That What I Like"; hij zei: "Ik ben net klaar met de videoclip! Ik ga het bewerken, een bubbelbad nemen en dan feesten. Geef me 2 uur! Laat het aftellen beginnen #TWIL". De visual werd geregisseerd door Mars en Jonathan Lia. De muziekvideo werd gefilmd met een grijze achtergrond in Los Angeles met behulp van een stationaire camera gedurende de hele opname. Verschillende handgetekende animaties "met betrekking tot de teksten" verschenen en verdwenen buiten beeld; om dit effect te creëren, filmde Lia Mars terwijl het nummer op halve snelheid werd gespeeld. De video is op 1 maart 2017 uitgebracht via YouTube.

## Live optredens
Mars 'eerste live-optreden van "That What I Like" vond plaats tijdens de 59e jaarlijkse Grammy Awards op 12 februari 2017. Mars danste synchroon met zijn back-upzangers, en tegen het einde van het nummer maakte hij een "doo-wop harmoniserende" breakdown terwijl hij in interactie was met vrouwen in de menigte en zijn falsettozang gebruikte. De voorstelling werd goed ontvangen door critici.
Mars voerde het nummer later live uit tijdens de Brit Awards 2017 op 21 februari.
"That What I Like" was het zevende nummer op de setlist van Mars' derde wereldtournee, 24K Magic World Tour (2017–'18).